# الكسندر ستيرلينغ كالدر
الكسندر ستيرلينغ كالدر (بالإنجليزية: Alexander Stirling Calder)‏ هو نحات أمريكي، ولد في 11 يناير 1870 في فيلادلفيا في الولايات المتحدة، وتوفي في 7 يناير 1945 في نيويورك في الولايات المتحدة.

## معرض صور

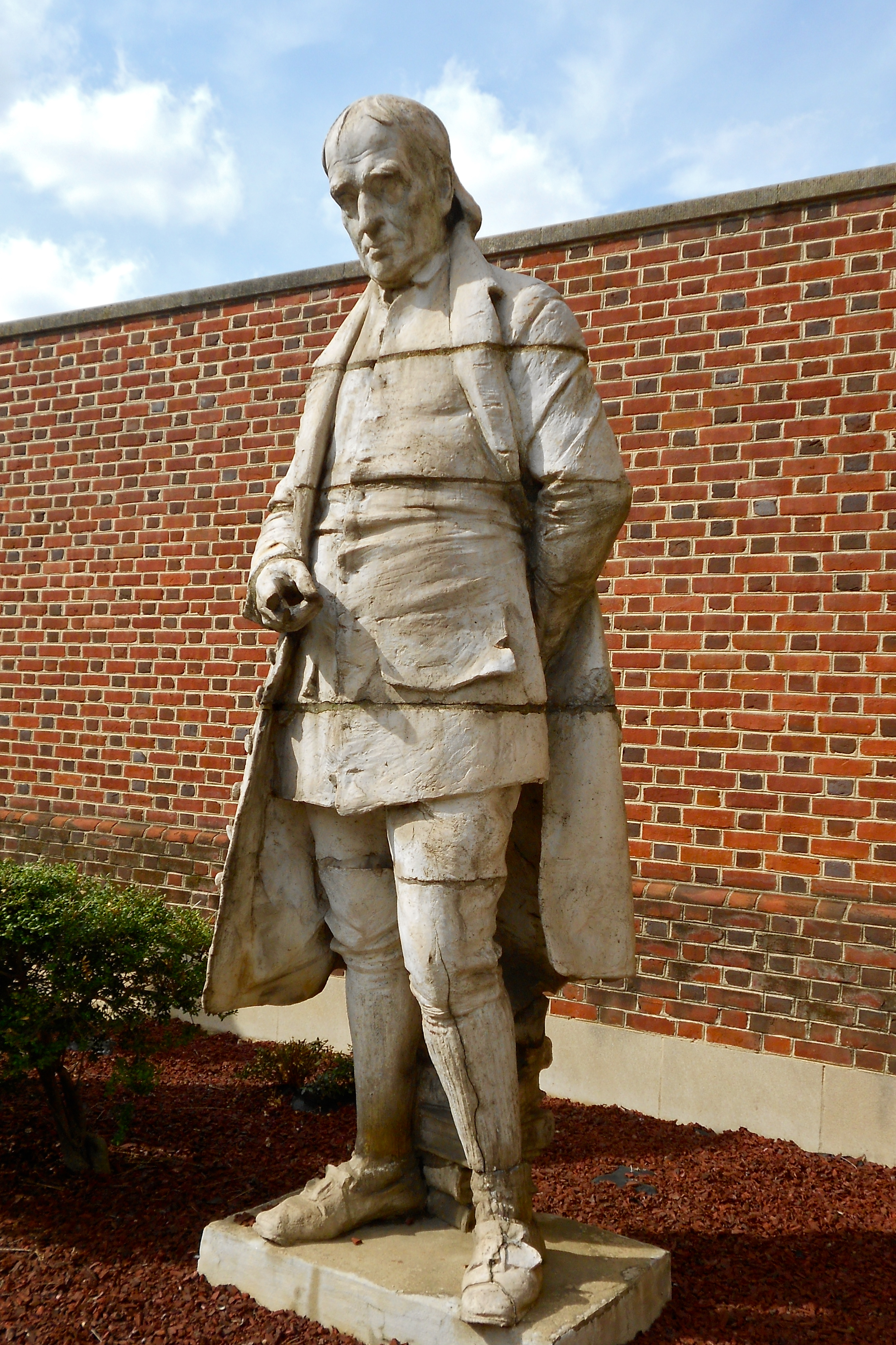
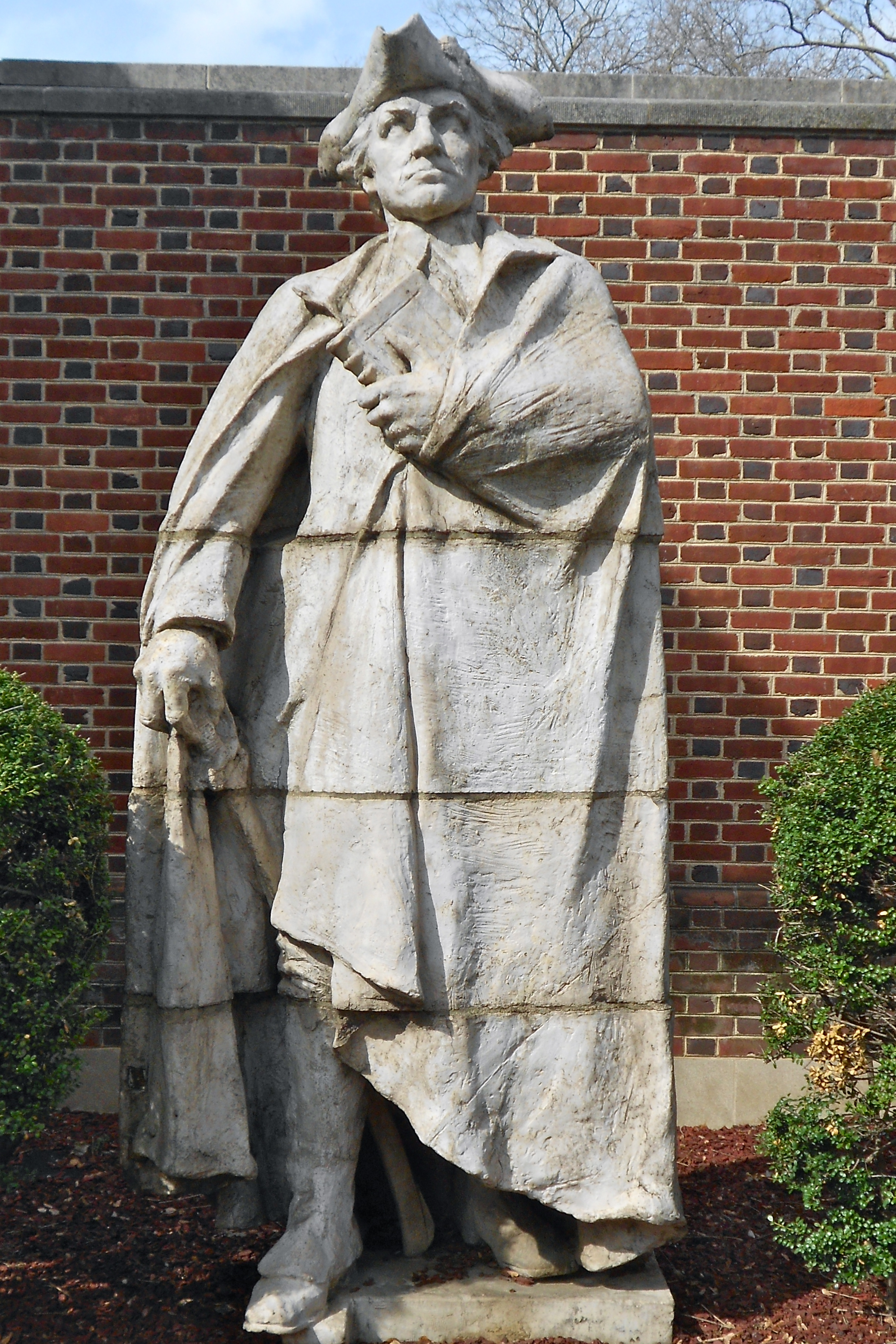
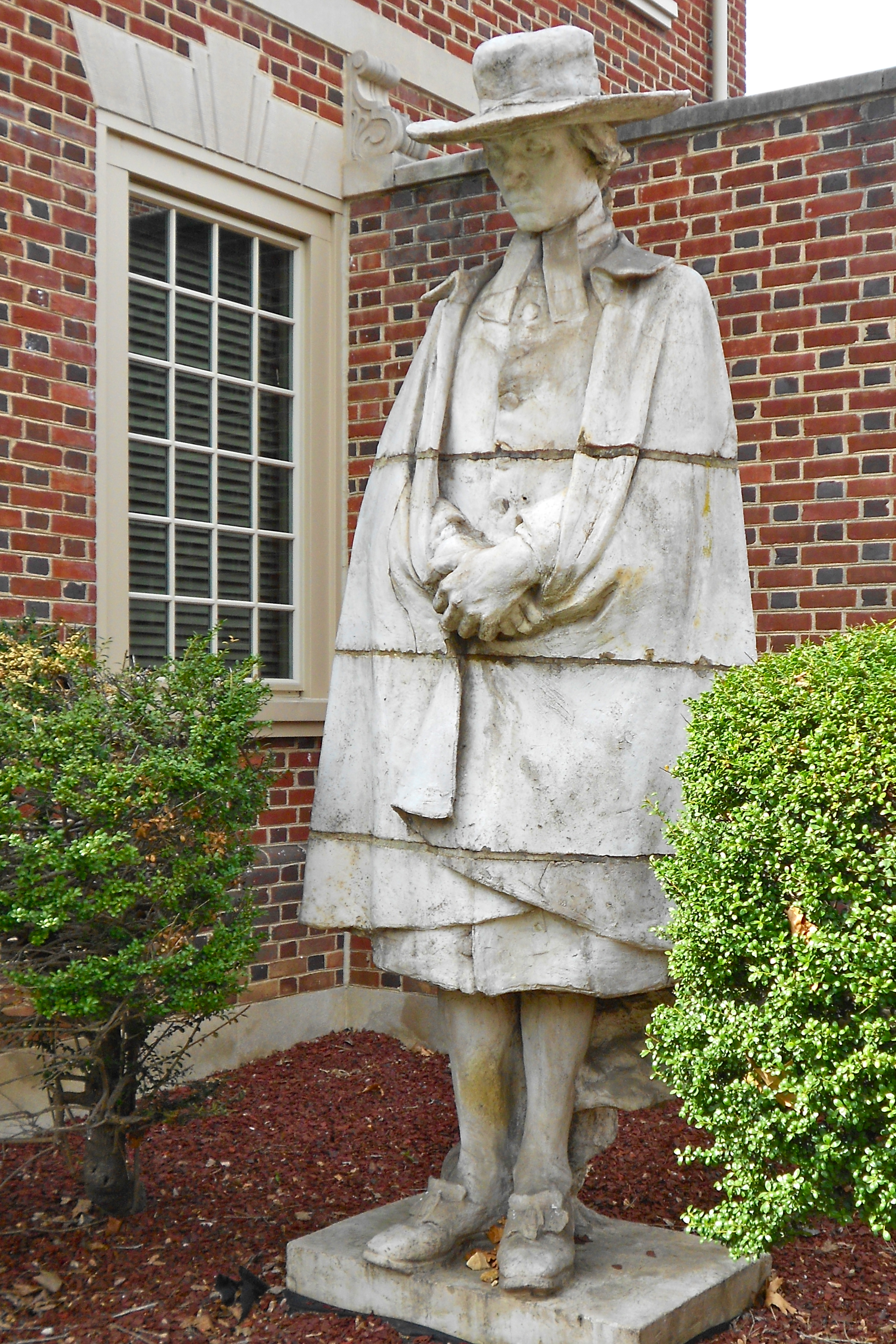
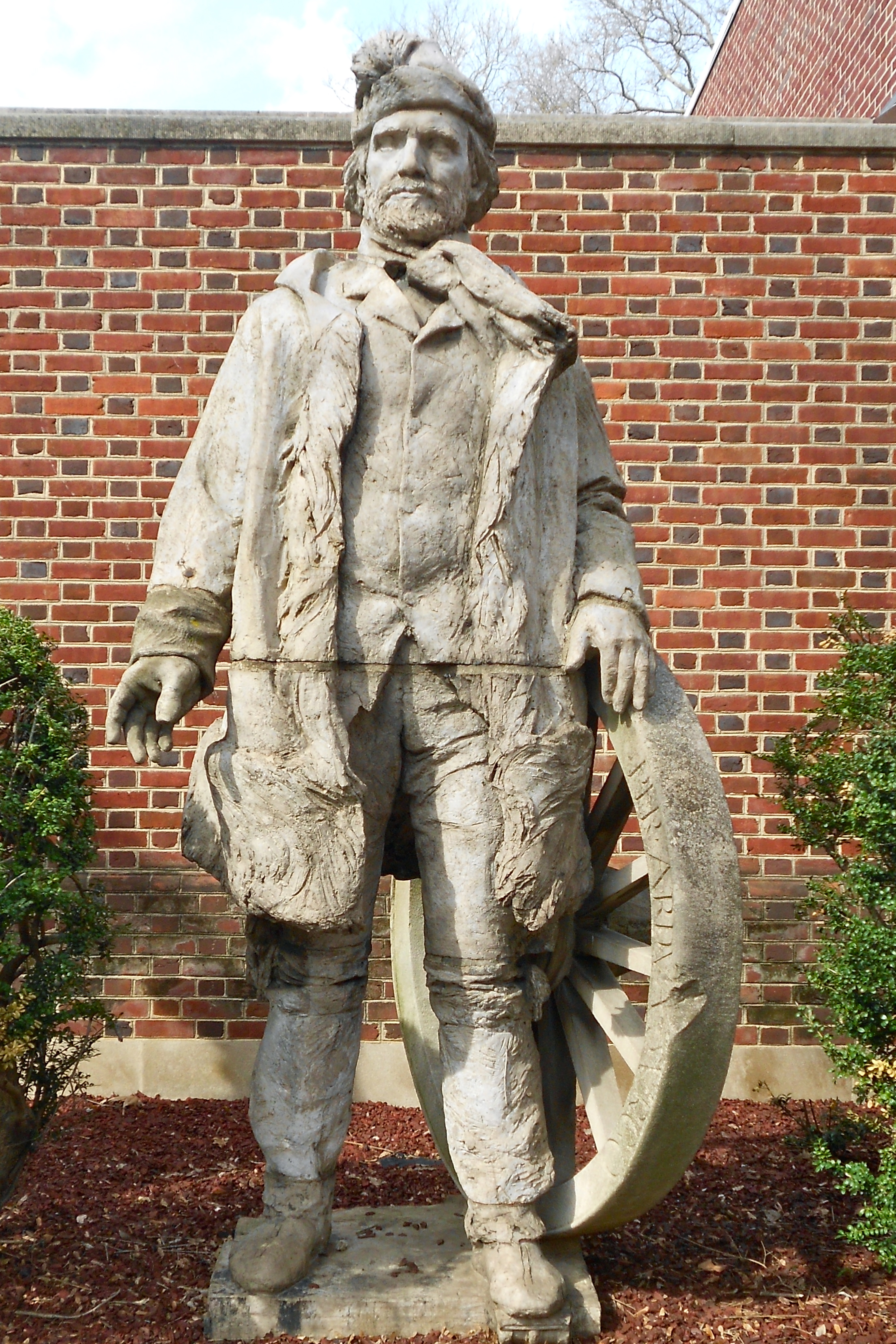
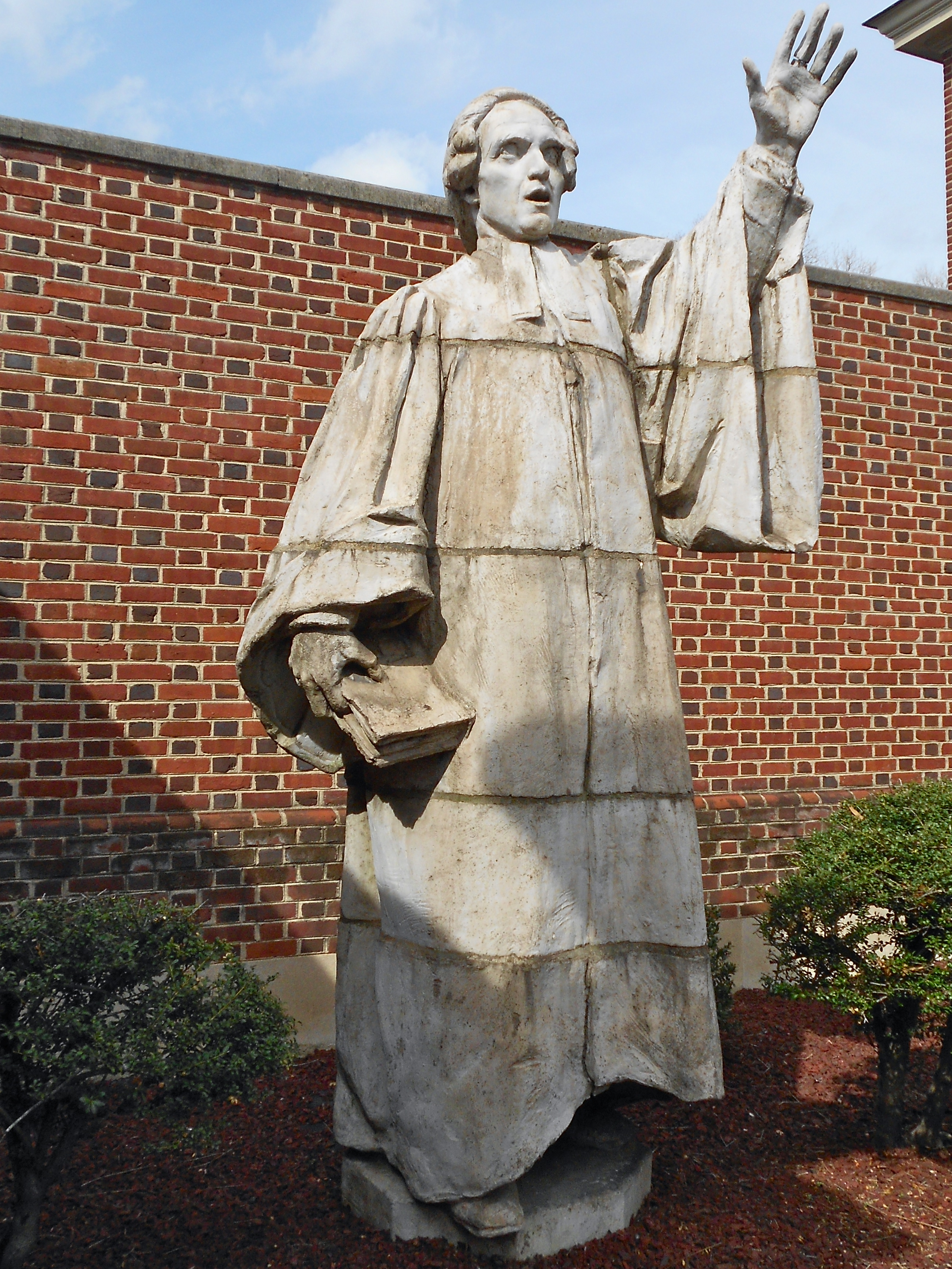
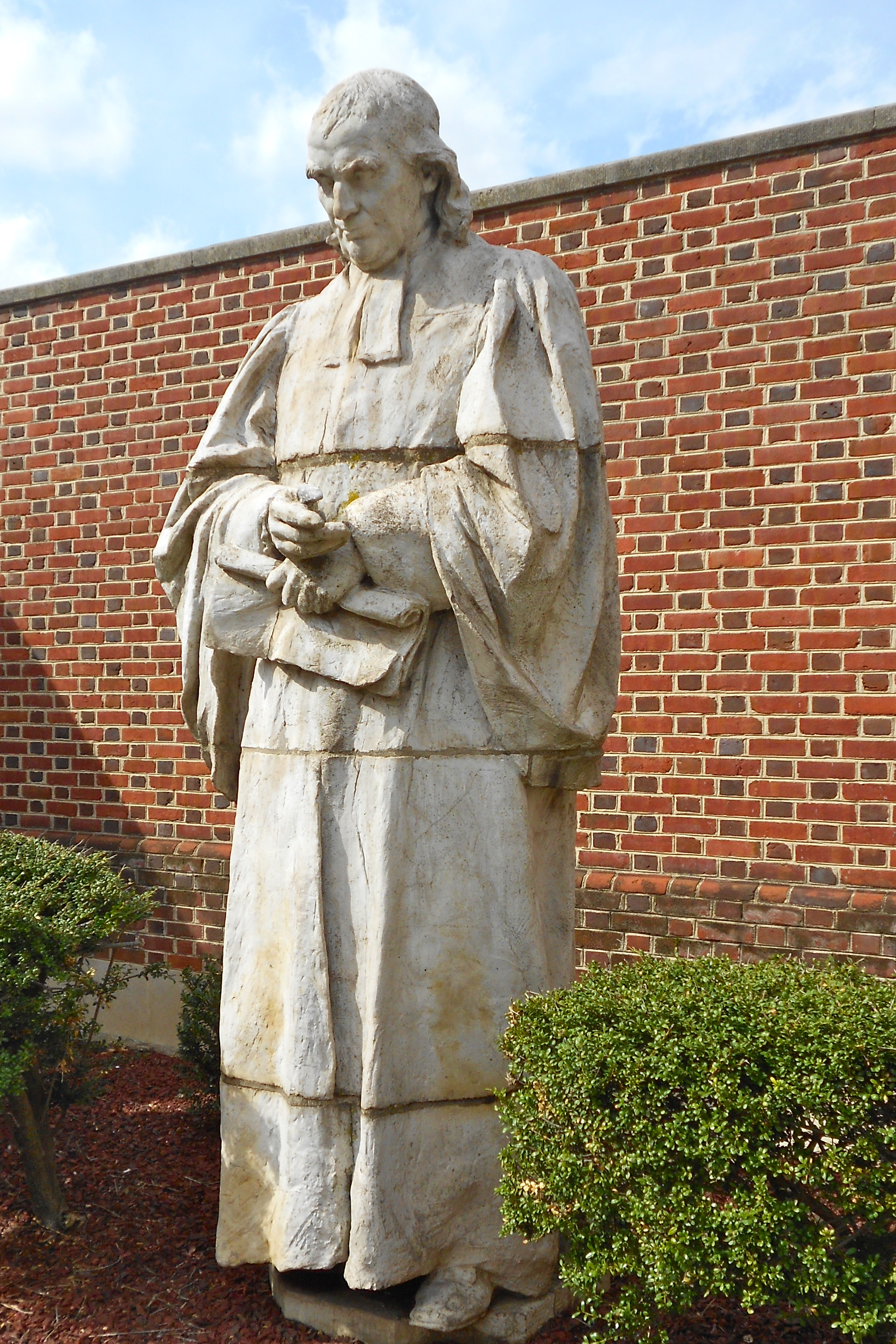